# Llista de zones arqueològiques de Maó
Llista de zones arqueològiques de Maó catalogades pel consell insular de Menorca com a Béns d'Interès Cultural en la categoria de zona arqueològica pel municipi de Maó. Alguns elements immobles prehistòrics poden tenir la categoria de monument. Vegeu també la llista de monuments de Maó.
| Monument                                                                        | Tipus                       | Ubicació                      | Codi?                | Imatge                                                        |
| ------------------------------------------------------------------------------- | --------------------------- | ----------------------------- | -------------------- | ------------------------------------------------------------- |
| Talaiot d'Algendaret Nou / tanca de sa Talaia                                   | Zona arqueològica           | Maó Algendaret Nou            | ADN-01 RI-51-0003509 |                                                               |
| Jaciment d'habitació d'Alfavaret / darrera ses Cases                            | Zona arqueològica           | Maó Alfavaret                 | AFV-01               |                                                               |
| Assentament d'Alfavaret                                                         | Zona arqueològica           | Maó Alfavaret                 | AFV-02 RI-51-0003507 |                                                               |
| Cova des Banyul / coster de davant ses Cases                                    | Zona arqueològica           | Maó Es Banyul                 | BAY-01 RI-51-0003513 |                                                               |
| Hipogeu des Banyuls / cova de sa Marina                                         | Zona arqueològica           | Maó Es Banyul                 | BAY-02               |                                                               |
| Assentament i necròpolis des Banyul / puig de sa Sella                          | Zona arqueològica           | Maó Es Banyul                 | BAY-03 RI-51-0003512 |                                                               |
| Poblat des Banyuls / tanca de sa Talaia                                         | Zona arqueològica           | Maó Es Banyul                 | BAY-04               |                                                               |
| Balma des Banyuls / Coster de Baix                                              | Zona arqueològica           | Maó Es Banyul                 | BAY-06               |                                                               |
| Assentament del Barranc de Biniai / Cementiri des Moros                         | Zona arqueològica           | Maó Barranc de Biniai         | BBI-01 RI-51-0003519 |                                                               |
| Necròpolis del Barranc de Biniai / Estància                                     | Zona arqueològica           | Maó Barranc de Biniai         | BBI-02               |                                                               |
| Restes de Binicalaf Nou                                                         | Zona arqueològica           | Maó Binicalaf Nou             | BCF-01               |                                                               |
| Assentament de Binicalaf Nou                                                    | Zona arqueològica           | Maó Binicalaf Nou             | BCF-02               |                                                               |
| Hipogeu de Binicalaf Nou                                                        | Zona arqueològica           | Maó Binicalaf Nou             | BCF-03               |                                                               |
| Poblat de Binicalaf Vell                                                        | Zona arqueològica           | Maó Binicalaf Vell            | BCV-01 RI-51-0003521 | Poblat de Binicalaf Vell (Maó)                                |
| Sepulcre megalític de Binidalinet / es Dragó de Baix                            | Zona arqueològica           | Maó Binidalinet               | BDA-01 RI-51-0003524 |                                                               |
| Talaiot de Binifaell Vell / sa Talaia                                           | Zona arqueològica           | Maó Binifaell Vell            | BFE-01 RI-51-0003526 |                                                               |
| Poblat i necròpolis de Binimaimut / es Corralassos Nous                         | Zona arqueològica           | Maó Binimaimut                | BMU-01 RI-51-0003527 |                                                               |
| Naveta de Binimaimut / coster de sa Vinya Vella                                 | Zona arqueològica           | Maó Binimaimut                | BMU-02 RI-51-0003528 |                                                               |
| Restes de Binimaimut / Mitgera amb Binixíquer de sa Torre                       | Zona arqueològica           | Maó Binimaimut                | BMU-03               |                                                               |
| Hipogeu de Biniai Nou / na Grogueta                                             | Zona arqueològica           | Maó Biniai Nou                | BNO-01 RI-51-0003516 |                                                               |
| Necròpolis de Biniai Nou / Planet des Forn de Calç                              | Zona arqueològica           | Maó Biniai Nou                | BNO-02 RI-51-0003517 |                                                               |
| Sala hipòstila de Biniai Nou / pleta de sa Truja                                | Zona arqueològica           | Maó Biniai Nou                | BNO-03 RI-51-0003518 |                                                               |
| Restes de Biniai Nou / Dalt des barranc                                         | Zona arqueològica           | Maó Biniai Nou                | BNO-04               |                                                               |
| Hipogeus i restes de Biniai Nou / mitgera amb Biniai Vell                       | Zona arqueològica           | Maó Biniai Nou                | BNO-05               |                                                               |
| Coves de Bintalfa                                                               | Zona arqueològica           | Maó Bintalfa                  | BTF-01               |                                                               |
| Poblat de Biniaiet Vell                                                         | Zona arqueològica           | Maó Biniaiet Vell             | BTV-01 RI-51-0003520 |                                                               |
| Talaiot i restes de Biniai Vell / mitgera amb Biniaiet Nou                      | Zona arqueològica           | Maó Biniai Vell               | BVE-01 RI-51-0003514 |                                                               |
| Talaiot de Binixíquer Nou / Garriga de sa Talaia                                | Zona arqueològica           | Maó Binixíquer Nou            | BXN-02 RI-51-0003529 |                                                               |
| Necròpolis de Binixíquer de sa Torre                                            | Zona arqueològica           | Maó Binixíquer de sa Torre    | BXS-01               |                                                               |
| Talaiot de Binixíquer de sa Torre                                               | Zona arqueològica           | Maó Binixíquer de sa Torre    | BXS-02 RI-51-0003531 |                                                               |
| Necròpolis de Binixíquer de sa Torre                                            | Zona arqueològica           | Maó Binixíquer de sa Torre    | BXS-03               |                                                               |
| Necròpolis de Binixiquet / Barranc de ses penyes                                | Zona arqueològica           | Maó Binixiquet                | BXT-01               |                                                               |
| Talaiot de Binixíquer Vell / sa Talaia                                          | Zona arqueològica           | Maó Binixíquer Vell           | BXV-01 RI-51-0003532 |                                                               |
| Poblat de Capifort / sa Talaia, Vernís de sa Vinya                              | Zona arqueològica           | Maó Capifort                  | CAP-01 RI-51-0003537 |                                                               |
| Necròpolis de Capifort / Pou d'en Caldés, ses Penyes Blanques                   | Zona arqueològica           | Maó Capifort                  | CAP-02 RI-51-0003541 | Necròpolis de Capifort / Pou d'en Caldés (Maó)                |
| Jaciment d'habitació de Capifort / Bateria de Favàritx                          | Zona arqueològica           | Maó Capifort                  | CAP-03               |                                                               |
| Restes de Capifort / Camí de cala en Caldés                                     | Zona arqueològica           | Maó Capifort                  | CAP-04               |                                                               |
| Derelicte del Cap de Favàritx                                                   | Jaciment submarí            | Maó Capifort                  | CAP-05               |                                                               |
| Naveta d'habitació de Capifort                                                  | Zona arqueològica           | Maó Capifort                  | CAP-06               |                                                               |
| Restes de Capifort                                                              | Zona arqueològica           | Maó Capifort                  | CAP-07               |                                                               |
| Naveta de sa Cudia Cremada Vella / es Jardí                                     | Zona arqueològica           | Maó Sa Cudia Cremada Vella    | CCV-01 RI-51-0003544 |                                                               |
| Poblat de sa Cudia Cremada Vella / ses Talaies                                  | Zona arqueològica           | Maó Sa Cudia Cremada Vella    | CCV-02 RI-51-0003545 |                                                               |
| Necròpolis i Font de Cala Figuera                                               | Zona arqueològica           | Maó Cala Figuera              | CFI-01               |                                                               |
| Sales hipòstiles de Cogulló Nou / sa Talaia                                     | Zona arqueològica           | Maó Cogulló Nou               | CGN-01 RI-51-0003542 | Sales hipòstiles de Cogulló Nou / sa Talaia (Maó)             |
| Hipogeus i restes de Cogulló Vell                                               | Zona arqueològica           | Maó Cogulló Vell o Gran       | CGV-01               |                                                               |
| Derelicte de cala Avellana                                                      | Jaciment submarí            | Maó Cala Avellana             | CLL-01               |                                                               |
| Restes des Canutells / Barranc de ses Penyes                                    | Zona arqueològica           | Maó Es Canutells              | CNU-02               |                                                               |
| Navetes d'habitació de sa Creu d'en Ramis                                       | Zona arqueològica           | Maó Sa Creu d'en Ramis        | CRR-01 RI-51-0003543 | Navetes d'habitació de sa Creu d'en Ramis (Maó)               |
| Assentament de Can Tuto                                                         | Zona arqueològica           | Maó Can Tuto                  | CTU-01               |                                                               |
| Poblat de Cornia Nou / sa Talaia                                                | Zona arqueològica visitable | Maó Cornia Nou                | CUN-01 RI-51-0003546 |                                                               |
| Necròpolis de Cornia Nou                                                        | Zona arqueològica           | Maó Cornia Nou                | CUN-02               |                                                               |
| Necròpolis i restes de Cornia Nou / mitgera amb Can Tuto                        | Zona arqueològica           | Maó Cornia Nou                | CUN-03               |                                                               |
| Necròpolis de Dalt Gibraltar / ses Penyes                                       | Zona arqueològica           | Maó Dalt Gibraltar            | DGI-01 RI-51-0003549 |                                                               |
| Sala hipòstila i assentament de sa Dragonera                                    | Zona arqueològica           | Maó Sa Dragonera              | DRA-01 RI-51-0003534 |                                                               |
| Hipogeu i restes de l'Estància des Puig Mal Nou                                 | Zona arqueològica           | Maó Estància des Puig Mal Nou | EPN-01               |                                                               |
| Necròpolis i turó fortificat de Forma Nou / es Caparrot                         | Zona arqueològica visitable | Maó Forma Nou                 | FON-01 RI-51-0003552 | Necròpolis i turó fortificat de Forma Nou / es Caparrot (Maó) |
| Necròpolis de Forma Nou                                                         | Zona arqueològica           | Maó Forma Nou                 | FON-02               |                                                               |
| Restes de Forma Vell                                                            | Zona arqueològica           | Maó Forma Vell                | FOV-01 RI-51-0003553 |                                                               |
| Necròpolis de Forma Vell / es Jardí                                             | Zona arqueològica           | Maó Forma Vell                | FOV-03               |                                                               |
| Basílica paleocristiana de l'illa d'en Colom                                    | Zona arqueològica           | Maó Illa d'en Colom           | IDC-01 RI-51-0003767 | Basílica paleocristiana de l'illa d'en Colom (Maó)            |
| Cova de l'illa d'en Colom                                                       | Zona arqueològica           | Maó Illa d'en Colom           | IDC-02               |                                                               |
| Derelicte de l'illa d'en Colom                                                  | Jaciment submarí            | Maó Illa d'en Colom           | IDC-03               |                                                               |
| Basílica paleocristiana de l'Illa del Rei                                       | Zona arqueològica visitable | Maó Illa del Rei              | IDR-01 RI-51-0003557 | Basílica paleocristiana de l'illa del Rei (Maó)               |
| Derelicte de ses Lloses des Llatzaret                                           | Jaciment submarí            | Maó Illa de Llatzaret         | ILL-01               |                                                               |
| Poblat de Llucmaçanet Vell                                                      | Zona arqueològica           | Maó Llucmaçanet Vell          | LLC-01 RI-51-0003560 |                                                               |
| Restes de Llucmaçanes Gran / els Hortals                                        | Zona arqueològica           | Maó Llucmaçanes Gran          | LLG-01 RI-51-0003558 |                                                               |
| Naveta d'habitació de Llucmaçanes Gran                                          | Zona arqueològica           | Maó Llucmaçanes Gran          | LLG-02               |                                                               |
| Nucli antic de Maó / Pont des Castell - Plaça Conquesta                         | Zona arqueològica           | Maó                           | MAO-03               |                                                               |
| Nucli antic de Maó / Sa Raval                                                   | Zona arqueològica           | Maó                           | MAO-04               |                                                               |
| Nucli antic de Maó / Plaça del Príncep - Església del Carme                     | Zona arqueològica           | Maó                           | MAO-05               |                                                               |
| Restes de Maó / passeig Marítim                                                 | Zona arqueològica           | Maó                           | MAO-07               |                                                               |
| Necròpolis de Maó / costa de Ronda                                              | Zona arqueològica           | Maó                           | MAO-08               |                                                               |
| Restes de Maó / Camí d'en Guixó                                                 | Zona arqueològica           | Maó                           | MAO-09               |                                                               |
| Assentament de Malbúger / ses Tanques                                           | Zona arqueològica           | Maó Malbúger                  | MBG-01 RI-51-0003561 |                                                               |
| Necròpolis de Mongofra Nou / coves dels Morts                                   | Zona arqueològica           | Maó Mongofra Nou              | MFN-01               | Necròpolis de Mongofra Nou / coves dels Morts (Maó)           |
| Necròpolis de la Mola                                                           | Zona arqueològica           | Maó La Mola                   | MOA-01               |                                                               |
| Cova de la Mola                                                                 | Zona arqueològica           | Maó La Mola                   | MOA-02               |                                                               |
| Derelicte de la Mola                                                            | Jaciment submarí            | Maó La Mola                   | MOA-03 RI-51-0003768 |                                                               |
| Derelicte dels Freus de la Mola                                                 | Jaciment submarí            | Maó La Mola                   | MOA-04 RI-51-0003781 |                                                               |
| Restes de Montpler / els Hortals                                                | Zona arqueològica           | Maó Montpler                  | MPL-02               |                                                               |
| Poblat de Morella Vell / Camp Rotget. Figueralet des Galliner, Coster de s'Hort | Zona arqueològica           | Maó Morella Vell              | MRL-01 RI-51-0003564 |                                                               |
| Poblat de Morellet                                                              | Zona arqueològica           | Maó Morellet                  | MRT-01               |                                                               |
| Assentament de Morellet                                                         | Zona arqueològica           | Maó Morellet                  | MRT-02               |                                                               |
| Naveta d'habitació de sa Torreta de Tramuntana                                  | Zona arqueològica           | Maó Morellet                  | MRT-06               |                                                               |
| Cova de sa Torreta de Tramuntana                                                | Zona arqueològica           | Maó Morellet                  | MRT-07               |                                                               |
| Derelicte del Pa gros de sa Mesquida                                            | Jaciment submarí            | Maó Sa Mesquida               | MSQ-01 RI-51-0003780 |                                                               |
| Restes i hipogeus de Matxani Gran                                               | Zona arqueològica           | Maó Matxani Gran              | MTG-01 RI-51-0003562 |                                                               |
| Jaciment d'habitació de sa Muntanyeta / es Coster des Pi                        | Zona arqueològica           | Maó Sa Muntanyeta             | MTT-01               |                                                               |
| Jaciment d'habitació de Mussuptà Amagat / davant ses Cases                      | Zona arqueològica           | Maó Mussuptà Amagat           | MUA-01 RI-51-0003568 |                                                               |
| Poblat de Mussuptà Vell / sa Vela de sa Talaia                                  | Zona arqueològica           | Maó Mussuptà Vell             | MUV-01 RI-51-0003569 |                                                               |
| Sitjots de Mussuptà Vell                                                        | Zona arqueològica           | Maó Mussuptà Vell             | MUV-02               |                                                               |
| Hipogeu de la Plana                                                             | Zona arqueològica           | Maó La Plana                  | PLA-01               |                                                               |
| Naveta i hipogeu de Puig Mal Vell / s'Hortal Rodó                               | Zona arqueològica           | Maó Puigmal Vell              | PUV-01 RI-51-0003533 |                                                               |
| Necròpolis de Puig Mal Vell / ses Claudis                                       | Zona arqueològica           | Maó Puigmal Vell              | PUV-02               |                                                               |
| Balma i naveta d'habitació de s'Albufera / canaló de Cala'n Vidrier             | Zona arqueològica           | Maó S'Albufera                | SAB-01               |                                                               |
| Assentament de s'Albufera                                                       | Zona arqueològica           | Maó S'Albufera                | SAB-02               |                                                               |
| Cova de s'Albufera / es Moll des Francés                                        | Zona arqueològica           | Maó S'Albufera                | SAB-03               |                                                               |
| Jaciment d'habitació de s'Albufera / es pou de cala'n Vidrier                   | Zona arqueològica           | Maó S'Albufera                | SAB-04               |                                                               |
| Hipogeu de s'Albufera                                                           | Zona arqueològica           | Maó S'Albufera                | SAB-05               |                                                               |
| Jaciment d'habitació de s'Albufera                                              | Zona arqueològica           | Maó S'Albufera                | SAB-06               |                                                               |
| Restes de Sant Antoni                                                           | Zona arqueològica           | Maó Sant Antoni               | SAT-01 RI-51-0003573 |                                                               |
| Jaciment d'habitació de Sant Antoni / es Coster                                 | Zona arqueològica           | Maó Sant Antoni               | SAT-01               |                                                               |
| Necròpolis de la Sínia de n'Andreu                                              | Zona arqueològica           | Maó Sínia de n'Andreu         | SDA-01 RI-51-0003576 |                                                               |
| Poblat de Son Frau / es Pujol                                                   | Zona arqueològica           | Maó Son Frau                  | SFR-01 RI-51-0003581 |                                                               |
| Necròpolis de Sant Joan / es Barranc                                            | Zona arqueològica           | Maó Sant Joan des Vergers     | SJA-01               |                                                               |
| Restes de Santa Maria                                                           | Zona arqueològica           | Maó Santa Maria               | SMY-01               |                                                               |
| Tombes de Sant Nicolau de Binidalí                                              | Zona arqueològica           | Maó Sant Nicolau de Binidalí  | SNB-01               |                                                               |
| Restes de Santa Magdalena                                                       | Zona arqueològica           | Maó Santa Magdalena           | SNG-01               |                                                               |
| Hipogeu de Son Orfila / sa Cova                                                 | Zona arqueològica           | Maó Son Orfila                | SOF-01               |                                                               |
| Jaciment d'habitació de Son Seguí / Aeroport                                    | Zona arqueològica           | Maó Son Seguí                 | SSE-01 RI-51-0003505 |                                                               |
| Necròpolis de Torreblanca / coves dels Casals Petits                            | Zona arqueològica           | Maó Torreblanca               | TBL-01               |                                                               |
| Restes i necròpolis de Torreblanca / la Serra Garda                             | Zona arqueològica           | Maó Torreblanca               | TBL-02               |                                                               |
| Assentament de Torreblanca / es Cúgul                                           | Zona arqueològica           | Maó Torreblanca               | TBL-03               |                                                               |
| Necròpolis de Tornaltí des Capità                                               | Zona arqueològica           | Maó Tornaltí des Capità       | TDC-01               |                                                               |
| Poblat i necròpolis de Talatí de Dalt                                           | Zona arqueològica visitable | Maó Talatí de Dalt            | TDD-01 RI-55-0000687 | Poblat de Talatí de Dalt (Maó)                                |
| Necròpolis de Torelló Amagat                                                    | Zona arqueològica           | Maó Torelló Amagat            | TOA-01               |                                                               |
| Poblat i necròpolis de Torelló                                                  | Zona arqueològica visitable | Maó Torellonet Vell           | TOV-01 RI-51-0003590 | Talaiot de Torelló (Maó)                                      |
| Poblat de Tordonell / ses Cases Velles                                          | Zona arqueològica           | Maó Tordonell                 | TRD-01 RI-51-0003598 |                                                               |
| Cova de Tordonell / es Coster dels Bolcadors                                    | Zona arqueològica           | Maó Tordonell                 | TRD-02               |                                                               |
| Poblat i necròpolis de Trepucó                                                  | Zona arqueològica visitable | Maó Trepucó                   | TRP-01 RI-55-0000848 |                                                               |
| Poblat de sa Torreta de Tramuntana                                              | Zona arqueològica visitable | Maó Torreta de Tramuntana     | TTT-01 RI-51-0003592 |                                                               |
| Naveta d'habitació de sa Torreta de Tramuntana / coster dels Tamarells          | Zona arqueològica           | Maó Torreta de Tramuntana     | TTT-03               |                                                               |
| Cova i tombes de sa Torreta de Tramuntana / sa Caseta de sa Cala                | Zona arqueològica           | Maó Torreta de Tramuntana     | TTT-04               |                                                               |
| Assentament i cova de sa Torreta de Tramuntana / es Bolet                       | Zona arqueològica           | Maó Torreta de Tramuntana     | TTT-05               |                                                               |
| Naveta d'habitació de sa Torreta de Tramuntana                                  | Zona arqueològica           | Maó Torreta de Tramuntana     | TTT-06               |                                                               |
| Talaiot des Vergeret / sa Talaia                                                | Zona arqueològica           | Maó Es Vergeret               | VER-01 RI-51-0003599 |                                                               |
| Sepulcre i restes de ses Vilotges                                               | Zona arqueològica           | Maó Es Vergeret               | VIL-01               |                                                               |